# Indiana Jones äventyr
Indiana Jones äventyr (engelska: The Young Indiana Jones Chronicles eller The Adventures of Young Indiana Jones) är en amerikansk äventyrsserie från Lucasfilm Ltd som baseras på rollfigurerna från långfilmerna om Indiana Jones. Den sändes ursprungligen mellan 1992 och 1996 i ABC. I TV-serien skildras Indiana Jones (Henry Jones Jr.) och hans äventyrliga uppväxt. Han gestaltas som barn (spelad av Corey Carrier) och som ung man (av Sean Patrick Flanery). Han upplever storslagna äventyr i vilka han möter en mängd olika historiska personer, såsom T.E. Lawrence, Howard Carter, George Patton, Theodore Roosevelt, Albert Schweitzer med flera. Serien är utformad som ett utbildningsprogram för barn och ungdomar där historiska personer och händelser är i fokus. Serien som utspelar sig under början av 1900-talet utgör en förhistoria till långfilmerna om Indiana Jones.

## Rollista i urval
- Corey Carrier – Henry "Indiana" Jones, Jr. (10 år)
- Sean Patrick Flanery – Henry "Indiana" Jones, Jr. (16 år)
- Harrison Ford – Dr. Henry "Indiana" Jones, Jr. (50 år)
- George Hall – Dr. Henry "Indiana" Jones, Jr. (93 år)
- Ronny Coutteure – Remy Baudouin
- Lloyd Owen – Professor Henry Jones, Sr.
- Ruth de Sosa – Anna Jones
- Margaret Tyzack – Miss Helen Seymour

## Om serien
Serien sändes i Sverige under titeln Indiana Jones äventyr på TV4 med start 11 januari 1993.
De svenska skådespelarna Max von Sydow och Ernst-Hugo Järegård spelar rollerna som Sigmund Freud respektive Carl Jung i avsnittet Vienna, November 1908. I samma avsnitt medverkar även Pernilla August, Lennart Hjulström och Björn Granath.

### Producerades i tre omgångar
Totalt omfattade den ursprungliga TV-serien 36 äventyr som var uppdelade i 44 avsnitt. TV-serien producerades i tre omgångar. Den första omgången filmades mellan 1991 och 1992 och bestod av 16 avsnitt; fem med den unge Indy, tio med den äldre, samt ett avsnitt med båda. Detta uppgick till totalt 17 timmars speltid. Den andra omgången producerades mellan 1992 och 1993 och utgjordes av 12 avsnitt; ett med den unge Indy och elva med den äldre. Totalt 15 timmars speltid. Den tredje och sista omgången färdigställdes mellan 1994 och 1995 och bestod av fyra långfilmer anpassade för TV. Detta resulterade i totalt åtta timmars speltid.

### Omredigerades till långfilmer
År 1996 spelades nytt material in för att kunna redigera om alla 44 avsnitt till 22 långfilmer. Ursprungligen introducerades varje avsnitt av en 93 år gammal Indiana Jones (spelad av George Hall), men detta klipptes bort i de nya omredigerade versionerna. Tillsammans med återlanseringen av långfilmstrilogin om Indiana Jones år 1999 släpptes serien i VHS-format under det nya namnet The Complete Adventures of Indiana Jones.

## Serien i DVD-format
Serien i DVD-format dröjde ända till 2007/2008 då Lucasfilm Ltd släppte en samling av serien med den nya titeln The Adventures of Young Indiana Jones. Serien är uppdelad i tre DVD-boxar och följer en kronologisk ordning:
- Volume One: The Early Years (7 avsnitt)
- Volume Two: The War Years (8 avsnitt)
- Volume Three: The Years of Change (7 avsnitt)

Avsnitten i DVD-utgåvan består alltså av de 22 långfilmsversionerna från 1996. Varje DVD-box innehåller dessutom historiska dokumentärer om de historiska personerna och händelserna. Dessutom finns interaktiva tidslinjer, interaktiva spel och historiska föreläsningar vilka tillsammans ger ytterligare fördjupning. Detta hjälper till att stärka seriens undervisningssyfte för barn och ungdomar.

### Fotnoter
1. ↑  https://smdb.kb.se/catalog/search?q=Indiana+Jones+%C3%A4ventyr+typ%3Atv&sort=OLDEST